# La Sala de Santa Bàrbara
La Sala de Santa Bàrbara és una obra de Montagut i Oix (Garrotxa) inclosa a l'Inventari del Patrimoni Arquitectònic de Catalunya.

## Descripció
Edifici civil situat al vessant nord de la muntanya de Santa Bàrbara de Pruneres, accessible des de la carretera de Castellfollit de la Roca a Oix, km 7 i escaig, mitjançant una pista forestal d'uns 5 km.
Edifici cobert de teulat a dues vessants, amb molts afegits a la construcció primitiva.